# Gloeostereum
Gloeostereum es un género de fungi de la familia Cyphellaceae. Se trata de un género monotípico, conteniendo la especie Gloeostereum incarnatum, una seta comestible nativa de China. En la cultura china se conoce como yú ěr (榆耳, 'oreja de olmo'). Es ingrediente habitual de un plato conocido como Delicias de Buda.